# علف خوک شمالی
علف خوک شمالی (نام علمی: Selaginella selaginoides) نام یک گونه از سرده علف خوک است.